# Jakow Suric
Jakow Zacharowicz Suric (ros. Яков Захарович Суриц, ur. 1882 w Dyneburgu, zm. 2 stycznia 1952 w Moskwie) – radziecki dyplomata.

## Życiorys
Od 1902 był członkiem Bundu, 1903 wstąpił do SDPRR, 1907 został aresztowany i skazany na zesłanie do guberni tobolskiej, 1910 zwolniony, wyemigrował do Niemiec, gdzie studiował na Wydziale Filozofii Uniwersytetu w Heidelbergu, 1917 wrócił do Rosji. Od 1917 członek SDPRR(b), 1918-1919 zastępca przedstawiciela dyplomatycznego RFSRR w Danii, od 23 czerwca 1919 do 1921 pełnomocny przedstawiciel (ambasador) RFSRR w Afganistanie, 1920-1922 członek Turkiestańskiej Komisji WCIK i Rady Komisarzy Ludowych RFSRR, 1921-1922 pełnomocnik NKWD RFSRR w Turkiestanie i Środkowej Azji. Od 29 maja 1922 do 27 kwietnia 1923 przedstawiciel dyplomatyczny RFSRR w Norwegii, od 14 czerwca 1923 do 19 czerwca 1934 ambasador ZSRR w Turcji, od 20 września 1934 do 7 kwietnia 1937 ambasador ZSRR w Niemczech, od 7 kwietnia 1937 do 29 marca 1940 ambasador ZSRR we Francji. Od 1937 do 14 grudnia 1939 członek sowieckiej delegacji w Lidze Narodów, od marca 1940 do 31 grudnia 1945 radca Ludowego Komisariatu Spraw Zagranicznych ZSRR, od 13 maja 1946 do 20 października 1947 ambasador nadzwyczajny i pełnomocny ZSRR w Brazylii. 13 czerwca 1933 odznaczony Orderem Lenina.